# Заговор Челламаре
Заговор Челламаре (фр. Conspiration de Cellamare) — политический сговор во Франции, инспирированный Испанией в 1718 году с целью удаления Филиппа II Орлеанского (1674—1723) с поста регента Французского королевства.
Заговор был назван по имени Антонио дель Джудиче, князя Челламаре (фр. Селламар), который являлся послом короля Филиппа V Испанского во Франции.

## История
Князь Антонио ди Челламаре был назначен испанским послом во Франции в 1715 году, ещё при жизни Людовика XIV. Людовик XIV скончался в сентябре того же года, и его 5-летнему наследнику Людовику XV был назначен регент, герцог Орлеанский, приходившийся племянником (а также зятем) умершему королю Людовику XIV. Таким образом, князь Челламаре прибыл во Францию выполнять обязанности посла уже в эпоху регентства Филиппа Орлеанского.
Правящий в этот период в Испании король Филипп V доводился внуком умершему королю Франции Людовику XIV. Большими стараниями государственного секретаря по иностранным делам Гийома Дюбуа Франция образовала Четверной союз совместно с Великобританией, Голландией и Австрией, чтобы противостоять претензии короля Испании Филиппа V на корону Франции в случае смерти молодого короля Людовика XV, несмотря на то, что король Испании по условиям Утрехтского мира отрёкся от своего права на престол Франции.
Интригу против действовавшего регента затеяла герцогиня Мэнская, супруга узаконенного внебрачного сына Людовика XIV, Луи-Огюста. Она была возмущена тем, что регент в нарушение предсмертной воли умершего короля лишил её мужа какого бы то ни было политического влияния, и вступила в переписку с первым министром испанского короля Филиппа V итальянским кардиналом Альберони, фаворитом жены короля Испании Изабеллы Фарнезе.
Опираясь на твёрдую поддержку посла Испании князя Челламаре, члены окружения герцогини составили план заговора. В это окружение входили фрейлина герцогини баронесса де Сталь, оставившая после себя любопытные мемуары, кардинал Полиньяк, герцог Ришельё и ещё несколько менее значимых персонажей. Заговорщики строили несбыточные планы — похитить регента, вынудить признать регентом Филиппа V, который должен был созвать Генеральные штаты. Исполнение плана было таким же бестолковым, как и сама идея. Важные документы, компрометирующие организаторов сговора, перед отправкой кардиналу Альберони в Испанию заговорщики поручили переписывать Жану Бюва (1660—1729), служившему писарем в королевской библиотеке, который испугался содержимого этих документов и отнёс их министру Дюбуа. Министр снял с документов копии для себя и заставил Бюва ежедневно приходить и приносить новые документы.
Аббат Дюбуа намеренно позволил заговорщикам отправить свои депеши, доверенные молодому испанскому аббату, но поручил задержать того в Пуатье 5 декабря 1718 года. 9 декабря регент распорядился арестовать князя Челламаре и вскоре после этого выслать его за пределы Франции. Изгнанию подверглись также и другие участники заговора: герцог Мэнский был отправлен в крепость Дуллан, его супруга была выслана в Дижон, герцог Ришельё был отправлен в Бастилию.
В силу мягкости характера Филиппа II Орлеанского все заговорщики были через несколько месяцев прощены.

## Последствия заговора
9 января 1719 года Франция объявила войну Испании. Англия в это время уже находилась в состоянии войны, начиная с 27 декабря 1718 года. В истории эта война стала известна как Война четверного альянса.

## В литературе
Заговору Челламаре посвящены исторический роман «Шевалье д'Арманталь», написанный Александром Дюма в 1842 году, и созданная на основе романа одноимённая пьеса.